# Diloma
Diloma es un género de molusco gasterópodo de la familia Trochidae. 

## Especies
Las especies de este género son:
- Diloma aethiops
- Diloma aridum
- Diloma bicanaliculatum
- Diloma bicanaliculatum lenior
- Diloma concameratum
- Diloma coracinum
- Diloma durvillaea
- Diloma nanum
- Diloma nigerrimum
- Diloma radula
- Diloma samoaense
- Diloma subrostratum
- Diloma subrostratum novaezelandiae
- Diloma zelandicum